# Alec Jeffreys
Sir Alec John Jeffreys, membre de la Royal Society (Oxford, Regne Unit, 9 de gener de 1950) és un genetista britànic que va desenvolupar les tècniques de l'empremta genètica i del perfil d'ADN que, en l'actualitat, utilitzen tant la ciència forense per ajudar a la policia en les investigacions com altres investigadors en els seus treballs de recerca (p.e. identificació dels cadàvers de l'11S). Aquesta tècnica es va utilitzar inicialment per resoldre litigis sobre paternitat. És catedràtic de Genètica a la Universitat de Leicester, i va rebre les claus de dita ciutat el 26 de novembre de 1992. El 1994, va ser nomenat cavaller de l'Orde de l'Imperi Britànic per la reina Isabel II en reconeixement de les seves contribucions al món de la ciència i la tecnologia.

## Primers anys
Fill d'una família de classe mitjana, va viure els seus primers sis anys a Oxford. El 1956, la família es va traslladar a Luton. La seva curiositat i la seva inventiva va poder haver-les heretat del seu pare i del seu avi patern, els qui van registrar un bon nombre de patents al llarg de la seva vida. Quan tenia vuit anys, el seu pare li va regalar un joc de química que va ser millorat en els anys següents amb altres productes que no venien inclosos en la versió inicial com, per exemple, una ampolla d'àcid sulfúric. Li agradava dur a terme experiments que produïssin petites explosions, fins que una esquitxada accidental de dita àcida li va causar una cremada que va portar com a conseqüència una cicatriu en la seva barbeta. Cap als nou anys, els seus pares li van regalar un microscopi
que va utilitzar per examinar els espècimens que queien a les seves mans. A l'edat de dotze anys es va construir un petit equip de dissecció per estudiar borinots que incloïa un escalpel fabricat a partir d'un cargol aplanat i esmolat. Els seus pares van començar a preocupar-se quan va començar a disseccionar animals més grans. Un matí de diumenge, mentre treballava com a repartidor de diaris, va trobar un gat mort en la carretera i se'l va emportar a casa a la seva cartera. Va començar a esbudellar-ho en la taula de la cuina abans de l'hora del menjar i va inundar d'una olor desagradable la resta de les habitacions de la casa, olor que es va fer gairebé insuportable quan va acabar de treure els intestins del gat.
Va ser alumne de la Grammar School de Luton i del Luton Sixth Form College. En la seva joventut va ser un mod amb una Vespa de 150 cc, vestit un anorac com a peça d'abrigar. Més tard, es va fer hippie. Després, es va comprar una motocicleta Matchless de 350 cc per poder alternar amb els rockers. El 1968, va ingressar en el Merton College de la Universitat d'Oxford i el 1972 es va graduar amb honors de primera classe en Bioquímica.

## Vida professional

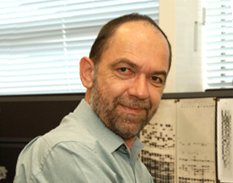
Alec Jeffreys

Va preparar la seva tesi doctoral (Studies on the mitochondria of cultured mammalian cells) sent un estudiant de postgrau en el Laboratori de Genètica de la Universitat d'Oxford. Els gens dels mamífers van seguir ocupant la seva atenció mentre treballava com a investigador a la Universitat de Ámsterdam. El 1977, es va traslladar a Leicester, on va descobrir un mètode que mostrava les variacions en l'ADN de diferents individus el 1984, la qual cosa li va servir per desenvolupar la tècnica de la empremta genètica.

### Empremta genètica
En el laboratori de Leicester, el 10 de setembre de 1984, cap a les 9 del matí, examinant unes plaques de rajos-X realitzades sobre un experiment d'ADN les mostres del qual es van obtenir de diversos membres de la família del seu ajudant, va advertir inesperadament les similituds i diferències en l'ADN dels diferents membres del conjunt. Transcorreguda, aproximadament, una mitja hora, es va adonar de la importància del que estava observant, ja que les variacions en el codi genètic servien per identificar inequívocament als individus. El mètode es va demostrar molt útil per a la ciència forense, així com per resoldre indubtablement conflictes de paternitat. La tècnica també pot ser utilitzada estudis de genètica de poblacions en espècies no humanes. El laboratori de Leicester va ser l'únic centre a tot el món que va realitzar proves d'aquesta classe des de 1984 fins que es van comercialitzar les seves tècniques el 1987.
La primera vegada que es va utilitzar el mètode de la empremta genètica de Jeffreys va ser en un litigi sobre immigració il·legal i, finalment, els antecedents britànics d'un nen la família del qual era originària de Ghana van ser demostrats.En ciència forense, el primer cas en el qual es va aplicar la tècnica de Jeffreys va ser el de Colin Pitchfork, i va servir per identificar-li com el violador i assassí de dos adolescents, Lynda Mann i Dawn Ashworth, del comtat de Leicestershire, el 1983 i 1986 respectivament. Colin Pitchfork va ser identificat i condemnat per assassinat a partir de les mostres de semen obtingudes dels cadàvers de les dues noies. La identificació aconseguida mitjançant aquesta tècnica es va revelar importantíssima, ja que, de no haver estat per ella, les autoritats britàniques haguessin condemnat, molt probablement, a Richard Buckland, el principal sospitós. Així que no solament el treball de Jeffreys va demostrar en aquest cas qui va ser el veritable assassí, sinó que també va evitar que es condemnés a cadena perpètua a un innocent. Un altre cas molt famós en el qual es va aplicar aquesta tècnica va ser el del doctor nazi Josef Mengele. El 1992, el mètode de la empremta genètica va servir als fiscals alemanys per confirmar la identitat de Mengele, mort el 1979, comparant l'ADN obtingut d'un fèmur del seu esquelet amb el corresponent a la seva vídua i al seu fill.

## Vida personal
Jeffreys es casà amb Sue Miles el 28 d'agost de 1971. Foren pares de dos fills, nascuts el 1979 i 1983.

## Nomenaments, premis i condecoracions
- 20 de març de 1986 – Nomenat membre de la Royal Society.[12]
- 1989 – Midlander of the Year.
- 1991 – Nomenat Professor de la Royal Society.[13]
- 26 de novembre de 1992 – Claus de la ciutat de Leicester.[4]
- 1994 – Cavaller de l'Orde de l'Imperi Britànic.
- 1996 – Premi Mundial de Ciències Albert Einstein.[14]
- 1998 – Premi Austràlia.
- 1999 – Medalla Stokes.
- 2004 – Doctor honoris causa concedit per la Universitat de Leicester.[15]
- 2004 – Medalla de la Royal Society.[16]
- 2004 – Pride of Britain Award.[17]
- 2004 – Fundació Louis-Jeantet.[18]
- 2005 – Premi Albert Lasker per Recerca Mèdica Clínica,[19] conjuntament amb Edwin Southern de la Universitat d'Oxford.[20]
- 2005 – Miembre de la National Academy of Sciences.[21]
- 2006, desembre. – Doctor honoris causa per la Universitat de Liverpool.
- 2006 – Morgan Stanley Great Briton Award for the Greatest Briton of the year, winner in the category of Science and Innovation, as well as the overall winner.
- 2006 – Dr A.H. Heineken Prize for Biochemistry and Biophysics.[22]
- 8 de març de 2007 – Doctor honoris causa pel King's College de Londres.[23]
- 23 de gener de 2008 – Medalla Graham de la Societat filosòfica de Glasgow: conferència "DNA Profiling; Past, present and future", 206th Lecture Sèries.[24]
- 16 de novembre de 2009 – Doctor honoris causa per la Universitat de Huddersfield.[25]
- 14 d'abril de 2010 – Medalla d'Edimburg.[26]
- 21 de febrer de 2011 – Premi anual de l'Association of Biomolecular Resource Facilities.[27]
- Medalla Copley a l'agost de 2014.[28]